# Красный неон
Красный неон, или кардинальская тетра (лат. Paracheirodon axelrodi) — вид тропических пресноводных лучепёрых рыб из семейства харациновых отряда харацинообразных. Одна из самых популярных и красивых аквариумных рыб.
Видовой эпитет дан в честь американского ихтиолога Герберта Р. Аксельрода.

## Описание
Длина тела самок до  3 см (1,2 ″), самцов до 3 см (1,2 ″). Спинка оливково-бежевая, от глаз к жировому плавнику проходит отсвечивающая неоновым светом ярко-голубая полоса, ниже широкая ярко-красная полоса, брюшко беловатое. Самки полнее самцов, край анального плавника у них вогнут.

## Ареал и места обитания
Распространен в водоёмах Южной Америки: в бассейнах рек Ориноко и Риу-Негру. Населяет заросшие водяной растительностью стоячие мелководья. Обитает в воде с температурой +23…+27 °C, pH 4,0—6,0 и жёсткостью 5—12 °dH. Пелагическая немигрирующая стайная рыба.

## Питание
Питается мелкими червями и ракообразными.

## Аквариумное содержание
В аквариумах красных неонов содержат стайками от 5 особей при температуре воды +24…+27 °C, pH 5,5—6,2 и жёсткостью 1—3 °dH. Аквариум должен быть с живыми растениями. В качестве декора можно использовать камни и коряги . Неоны красиво смотрятся в зарослях таких растений, как кабомба , яванский мох и амбулия . Совместимость: гурами , сомики коридорас, прочие харациновых и мелкие цихлиды ( апистограммы ) . Для разведения используют аквариумы-нерестовики размером 30 × 25 × 25 см. Плодовитость до 400 икринок. Инкубация в зависимости от температуры воды длится 22—30 часов, личинки начинают плавать через 3—4 дня.